# FKスメデレヴォ1924
フドバルスキ・クルブ・スメデレヴォ1924（セルビア語: Фудбалски клуб Смедерево 1924, セルビア・クロアチア語: Fudbalski klub Smederevo 1924）は、セルビアのスメデレヴォをホームタウンとするサッカークラブである。

## 歴史
1924年5月6日、鉄鋼メーカー、サルティドのチームとして発足した。第二次世界大戦後にサルティドの工場は国営化され、1944年にFKメタラツとなった。1946年にFKイェデンストヴォ、1949年にFKスメデレヴォと改名した。1958年からはOFKブドゥチノストを名乗るが、1962年に再びFKスメデレヴォに戻した。1967年にはFKメタルルグと改名するが、1972年には三度FKスメデレヴォに戻った。1992年までの48年間、クラブは下部リーグを戦った。
1992年にサルティド社が再びオーナーとなり、FKサルティドの名が復活した。1998-99シーズンにトップリーグへ初昇格。2003年にはセルビア・モンテネグロカップで初優勝した。2004年の夏、クラブは再びFKスメデレヴォに改名された
。

## クラブ名の遍歴
| 年        | クラブ名                       |
| --------- | ------------------------------ |
| 1944-1946 | FKメタラツ                     |
| 1946-1949 | FDイェディンストヴォ           |
| 1949-1952 | ŽSDスメデレヴォ                |
| 1952-1958 | FKスメデレヴォ                 |
| 1958-1962 | OFKブドゥチノスト              |
| 1962-1967 | FKスメデレヴォ                 |
| 1967-1976 | FKメタルルグ                   |
| 1976-1992 | FKスメデレヴォ                 |
| 1992-2004 | FKサルティド                   |
| 2004-2014 | FKスメデレヴォ                 |
| 2014-2015 | FKセメンドリア1924スメデレヴォ |
| 2015-     | FKスメデレヴォ1924             |

## タイトル

### 国内タイトル
- セルビア・モンテネグロカップ：1回
  - 2002–03

### 国際タイトル
なし

## 歴代所属選手
- トミスラヴ・シヴィッチ 1993-1994
- マテヤ・ケジュマン 1998
- ミオドラグ・アンジェルコヴィッチ 2000
- マルコ・パンテリッチ 2002-2003
- アレクサンダル・イェヴティッチ 2004-2005
- イヴァン・ラドヴァノヴィッチ 2007-2008
- ステヴァン・コヴァチェヴィッチ 2011-2012
- ダルコ・ブラシャナツ 2011-2012
- プレドラグ・シキミッチ 2013
- サシャ・ヨヴァノヴィッチ 2013-2014
- 道渕諒平 2025-

## 歴代監督
| 年        | 名前                           |
| --------- | ------------------------------ |
| 1999      | イヴァン・ゴラツ               |
| 2000      | ミレンコ・キコヴィッチ         |
| 2000      | スロボダン・ドガンジッチ       |
| 2000-2003 | ヨヴィツァ・シュコロ           |
| 2003      | ミレンコ・キコヴィッチ         |
| 2003      | ラトコ・ドスタニッチ           |
| 2004      | ズヴォンコ・ヴァルガ           |
| 2004      | ミレンコ・キコヴィッチ         |
| 2005      | トミスラヴ・シヴィッチ         |
| 2005-2006 | ハイメ・バウサ                 |
| 2006-2007 | ミハイロ・イヴァノヴィッチ     |
| 2007      | ゴラン・ミロイェヴィッチ       |
| 2007-2008 | ラドミロ・イヴァンチェヴィッチ |
| 2008-2009 | ドラガン・ジョルジェヴィッチ   |
| 2009-2010 | ブラゴイェ・パウノヴィッチ     |
| 2010-2012 | ドラガン・ジョルジェヴィッチ   |
| 2012      | アレクサンダル・ヤニッチ       |
| 2012-2013 | ミロシュ・ヴェレビト           |
| 2013      | リュボミル・リストヴスキ       |
| 2013      | ラドヴァン・ラダコヴィッチ     |
| 2013      | ブランコ・スミリャニッチ       |
| 2013-2014 | ミレ・トミッチ                 |
| 2014      | ネマニャ・スミリャニッチ       |